# سوخودول (جمهوری چک)
سوخودول (به چکی: Suchodol) یک منطقهٔ مسکونی در جمهوری چک است که در ناحیه پریبرام واقع شده‌است.